# Liga ACB 1996-97
La temporada 1996-97 de la Liga ACB fue la 15.ª edición de la competición, y enfrentó a 18 equipos en la liga regular, y después a los 8 mejores en el playoff. Este fue ganado por el FC Barcelona Banca Catalana, que se impuso en la final al Real Madrid Teka. Este último fue el primer clasificado en la liga regular, seguido por el FC Barcelona.

## Liga regular

### Clasificación final
| Pos | Equipo                      | J  | G  | P  | PF   | PC   |
| --- | --------------------------- | -- | -- | -- | ---- | ---- |
| 1   | Real Madrid Teka            | 34 | 29 | 5  | 2918 | 2582 |
| 2   | FC Barcelona Banca Catalana | 34 | 27 | 7  | 2962 | 2643 |
| 3   | Estudiantes Argentaria      | 34 | 21 | 13 | 2804 | 2725 |
| 4   | Festina Joventut            | 34 | 21 | 13 | 2864 | 2703 |
| 5   | Taugrés Vitoria             | 34 | 20 | 14 | 2831 | 2710 |
| 6   | León Caja España            | 34 | 20 | 14 | 2819 | 2824 |
| 7   | Unicaja Málaga              | 34 | 19 | 15 | 2699 | 2611 |
| 8   | TDK Manresa                 | 34 | 19 | 15 | 2666 | 2538 |
| 9   | Caja San Fernando           | 34 | 19 | 15 | 2724 | 2693 |
| 10  | Cáceres CB                  | 34 | 18 | 16 | 2812 | 2757 |
| 11  | Pamesa Valencia             | 34 | 17 | 17 | 2763 | 2797 |
| 12  | CB Gran Canaria             | 34 | 17 | 17 | 2748 | 2717 |
| 13  | Covirán Granada             | 34 | 14 | 20 | 2881 | 2961 |
| 14  | Valvi Girona                | 34 | 14 | 20 | 2521 | 2685 |
| 15  | Fórum Valladolid CB         | 34 | 12 | 22 | 2738 | 2875 |
| 16  | Xacobeo 99 Ourense          | 34 | 10 | 24 | 2568 | 2774 |
| 17  | CB Murcia Artel             | 34 | 5  | 29 | 2588 | 2913 |
| 18  | Baloncesto Fuenlabrada      | 34 | 4  | 30 | 2527 | 2922 |

|  | Campeón, Euroliga               |
|  | Clasificados para la Euroliga   |
|  | Clasificados para la Eurocopa   |
|  | Clasificados para la Copa Korać |
|  | Descienden a Liga LEB           |

J = Partidos Jugados; G = Partidos Ganados; P = Partidos perdidos; PF = Puntos a favor; PC = Puntos en contra

## Play Off por el título
|  | Cuartos de final           | Cuartos de final |                            |                          | Semifinales | Semifinales |  |                    | Final | Final |  |
|  |                            |                  |                            |                          |             |             |  |                    |       |       |  |
|  |                            |                  |                            |                          |             |             |  |                    |       |       |  |
|  | 1 Real Madrid Teka         | 3                |                            |                          |             |             |  |                    |       |       |  |
|  | 1 Real Madrid Teka         | 3                |                            |                          |             |             |  |                    |       |       |  |
|  | 8 TDK Manresa              | 0                |                            |                          |             |             |  |                    |       |       |  |
|  | 8 TDK Manresa              | 0                |                            | 1 Real Madrid Teka       | 3           |             |  |                    |       |       |  |
|  |                            |                  |                            | 1 Real Madrid Teka       | 3           |             |  |                    |       |       |  |
|  |                            |                  | 4 Festina Joventut         | 0                        |             |             |  |                    |       |       |  |
|  | 4 Festina Joventut         | 3                | 4 Festina Joventut         | 0                        |             |             |  |                    |       |       |  |
|  | 4 Festina Joventut         | 3                |                            |                          |             |             |  |                    |       |       |  |
|  | 5 Taugrés Vitoria          | 1                |                            |                          |             |             |  |                    |       |       |  |
|  | 5 Taugrés Vitoria          | 1                |                            |                          |             |             |  | 1 Real Madrid Teka | 2     |       |  |
|  |                            |                  |                            |                          |             |             |  | 1 Real Madrid Teka | 2     |       |  |
|  |                            |                  | 2 FC Barcelona B. Catalana | 3                        |             |             |  |                    |       |       |  |
|  | 3 Estudiantes Argentaria   | 3                | 2 FC Barcelona B. Catalana | 3                        |             |             |  |                    |       |       |  |
|  | 3 Estudiantes Argentaria   | 3                |                            |                          |             |             |  |                    |       |       |  |
|  | 6 León Caja España         | 1                |                            |                          |             |             |  |                    |       |       |  |
|  | 6 León Caja España         | 1                |                            | 3 Estudiantes Argentaria | 1           |             |  |                    |       |       |  |
|  |                            |                  |                            | 3 Estudiantes Argentaria | 1           |             |  |                    |       |       |  |
|  |                            |                  | 2 FC Barcelona B. Catalana | 3                        |             |             |  |                    |       |       |  |
|  | 2 FC Barcelona B. Catalana | 3                | 2 FC Barcelona B. Catalana | 3                        |             |             |  |                    |       |       |  |
|  | 2 FC Barcelona B. Catalana | 3                |                            |                          |             |             |  |                    |       |       |  |
|  | 7 Unicaja Málaga           | 2                |                            |                          |             |             |  |                    |       |       |  |
|  | 7 Unicaja Málaga           | 2                |                            |                          |             |             |  |                    |       |       |  |
|  |                            |                  |                            |                          |             |             |  |                    |       |       |  |

| Campeón de la Liga ACB 1996-97            |
| ----------------------------------------- |
| FC Barcelona Banca Catalana Décimo título |

## Nominaciones

### MVP de la Temporada
| Posición | Jugador     | Equipo          |
| -------- | ----------- | --------------- |
| Pivot    | Kenny Green | Taugrés Vitoria |

### MVPde la final
| Posición | Jugador        | Equipo                      |
| -------- | -------------- | --------------------------- |
| Pívot    | Roberto Dueñas | FC Barcelona Banca Catalana |

## Datos de los clubes
| Club                        | Entrenador            | Ciudad      | Estadio                                       | Capacidad | 1995-96 |
| --------------------------- | --------------------- | ----------- | --------------------------------------------- | --------- | ------- |
| Baloncesto Fuenlabrada      | Martín Fariñas        | Fuenlabrada | Pabellón Fernando Martín                      | 5.000     | −       |
| Cáceres CB                  | Manolo Flores         | Cáceres     | Pabellón Universitario V Centenario           | 5.000     | 10º     |
| Caja San Fernando           | Aleksandar Petrović   | Sevilla     | Palacio de Deportes San Pablo                 | 7.626     | 2º      |
| CB Gran Canaria             | Manolo Hussein        | Las Palmas  | Centro Insular de Deportes                    | 5.000     | 14º     |
| CB Murcia Artel             | Alberto Sanz          | Murcia      | Palacio de Deportes de Murcia                 | 7.500     | 15º     |
| Covirán Granada             | José Alberto Pesquera | Granada     | Palacio Municipal de Deportes de Granada      | 7.000     | −       |
| Estudiantes Argentaria      | Pepu Hernández        | Madrid      | Palacio de Deportes de la Comunidad de Madrid | 12.000    | 3º      |
| FC Barcelona Banca Catalana | Aíto García Reneses   | Barcelona   | Palau Blaugrana                               | 8.000     | 1º      |
| Festina Joventut            | Alfred Julbe          | Badalona    | Olímpico de Badalona                          | 12.500    | 13º     |
| Fórum Filatélico            | Wayne Brabender       | Valladolid  | Polideportivo Pisuerga                        | 7.000     | 16º     |
| León Caja España            | Gustavo Aranzana      | León        | Palacio de los Deportes de León               | 6.500     | 12º     |
| Real Madrid Teka            | Želimir Obradović     | Madrid      | Palacio de Deportes de la Comunidad de Madrid | 12.000    | 5º      |
| Taugrés Baskonia            | Manel Comas           | Vitoria     | Araba Arena                                   | 5.400     | 8º      |
| TDK Manresa                 | Salva Maldonado       | Manresa     | Nou Congost                                   | 5.000     | 4º      |
| Unicaja Málaga              | Javier Imbroda        | Málaga      | Pabellón Ciudad Jardín                        | 5.000     | 6º      |
| Valvi Girona                | Trifón Poch           | Gerona      | Pabellón Girona-Fontajau                      | 5.049     | 11º     |
| Xacobeo 99 Ourense          | Ángel Navarro         | Orense      | Pazo Dos Deportes Paco Paz                    | 6.000     | 17º     |